# Vegard Forren
Vegard Forren, né le 16 février 1988 à Kyrksæterøra en Norvège est un footballeur international norvégien. Il évolue au poste de défenseur central au SK Træff.

## Biographie

### En club
Révélé avec Molde FK sous les ordres de Ole Gunnar Solskjær, Vegard Forren remporte à deux reprises le championnat de Norvège. Au mois de janvier 2013, il signe avec Southampton,.
Le 22 octobre 2015, il se met en évidence avec le club de Molde, en inscrivant un but en phase de groupe de la Ligue Europa, contre le club écossais du Celtic. Molde progresse jusqu'en seizièmes de finale, en s'inclinant face au Séville FC.
Le 9 juin 2020, il s'engage en faveur du SK Brann.
De 2008 à 2021, il dispute un total de 322 matchs en première division norvégienne, inscrivant dix buts.
Le 11 février 2022, Forren s'engage au SK Træff.
Le 6 février 2023, il rejoint le champion féroïen KÍ Klaksvík.

### En équipe nationale
Le 18 janvier 2012, il reçoit sa première sélection en équipe de Norvège, en amical contre la Thaïlande (victoire 0-1). Le 3 septembre 2015, il inscrit son premier but en équipe nationale, en amical contre la Bulgarie (victoire 0-1). 

## Palmarès
- Molde FK
  - Champion de Norvège en 2011, 2012, 2014 et 2019
  - Vainqueur de la coupe de Norvège en 2013 et 2014.